# Рената Мауер-Ружанска
Рена̀та Малгожа̀та Ма̀уер-Ружа̀нска (на полски: Renata Małgorzata Mauer-Różańska) е полска състезателка по спортна стрелба, специалистка в стрелбата с пушка, двукратна олимпийска шампионка, трикратна медалистка от световни първенства.

## Биография
Родена е на 23 април 1969 година в Нашелск, в многодетното семейство на Богуслава и Станислав Мауер. През 1988 година завършва Двадесет и седми професионален лицей във Варшава със специалност „реставрация на архитектурни паметници“. В 2001 година защитава магистърска теза в Икономическата академия във Вроцлав. Във Вроцлав се дипломира и като треньор от Академията за физическо възпитание.
В своята спортна кариера се състезава за клубовете ЗКС (Варшава) и ВКС (Вроцлав). През 1992 година е част от полската група на олимпийските игри в Барселона. Там участва в дисциплините малокалибрена пушка 3×20 изстрела, три положения от 50 метра и пневматична пушка 40 изстрела, изправено положение от 10 метра. На следващата олимпиада в Атланта Мауер става олимпийска шампионка в дисциплината пневматична пушка 40 изстрела, изправено положение от 10 метра. Също така печели бронзов медал в дисциплината малокалибрена пушка 3×20 изстрела, три положения от 50 метра. На олимпийските игри в Сидни (2000) печели златен медал в дисциплината малокалибрена пушка 3×20 изстрела, три положения от 50 метра.
За своите спортни успехи е удостоена с Кавалерски и Офицерски кръст на ордена на Възраждане на Полша. През 1996 година е изпрана за спортист на годината в Полша от читателите на „Пшегльонд Спортови“.